# Sainte-Gemmes-d'Andigné
Sainte-Gemmes-d'Andigné és un municipi francès situat al departament de Maine i Loira i a la regió de País del Loira. L'any 2007 tenia 1.539 habitants.

## Demografia

### Població
El 2007 la població de fet de Sainte-Gemmes-d'Andigné era de 1.539 persones. Hi havia 551 famílies de les quals 124 eren unipersonals (60 homes vivint sols i 64 dones vivint soles), 188 parelles sense fills, 218 parelles amb fills i 21 famílies monoparentals amb fills.
La població ha evolucionat segons el següent gràfic:
Habitants censats

### Habitatges
El 2007 hi havia 613 habitatges, 557 eren l'habitatge principal de la família, 12 eren segones residències i 44 estaven desocupats. 571 eren cases i 36 eren apartaments. Dels 557 habitatges principals, 378 estaven ocupats pels seus propietaris, 170 estaven llogats i ocupats pels llogaters i 10 estaven cedits a títol gratuït; 9 tenien una cambra, 21 en tenien dues, 76 en tenien tres, 131 en tenien quatre i 320 en tenien cinc o més. 429 habitatges disposaven pel capbaix d'una plaça de pàrquing. A 249 habitatges hi havia un automòbil i a 254 n'hi havia dos o més.

### Piràmide de població
La piràmide de població per edats i sexe el 2009 era:
| Homes | Edats   | Dones |
| ----- | ------- | ----- |
| 2     | 95 o +  | 9     |
| 5     | 90 a 94 | 16    |
| 16    | 85 a 89 | 30    |
| 11    | 80 a 84 | 13    |
| 20    | 75 a 79 | 34    |
| 28    | 70 a 74 | 35    |
| 35    | 65 a 69 | 32    |
| 24    | 60 a 64 | 40    |
| 34    | 55 a 59 | 34    |
| 45    | 50 a 54 | 42    |
| 42    | 45 a 49 | 45    |
| 45    | 40 a 44 | 41    |
| 48    | 35 a 39 | 48    |
| 32    | 30 a 34 | 37    |
| 28    | 25 a 29 | 27    |
| 28    | 20 a 24 | 25    |
| 62    | 15 a 19 | 50    |
| 58    | 10 a 14 | 23    |
| 49    | 5 a 9   | 46    |
| 36    | 0 a 4   | 35    |

## Economia
El 2007 la població en edat de treballar era de 897 persones, 683 eren actives i 214 eren inactives. De les 683 persones actives 640 estaven ocupades (340 homes i 300 dones) i 42 estaven aturades (19 homes i 23 dones). De les 214 persones inactives 90 estaven jubilades, 78 estaven estudiant i 46 estaven classificades com a «altres inactius».

### Ingressos
El 2009 a Sainte-Gemmes-d'Andigné hi havia 553 unitats fiscals que integraven 1.484 persones, la mediana anual d'ingressos fiscals per persona era de 17.173 €.

### Activitats econòmiques
Dels 60 establiments que hi havia el 2007, 3 eren d'empreses alimentàries, 1 d'una empresa de fabricació d'altres productes industrials, 10 d'empreses de construcció, 20 d'empreses de comerç i reparació d'automòbils, 2 d'empreses de transport, 4 d'empreses d'hostatgeria i restauració, 1 d'una empresa d'informació i comunicació, 3 d'empreses financeres, 3 d'empreses immobiliàries, 3 d'empreses de serveis, 2 d'entitats de l'administració pública i 8 d'empreses classificades com a «altres activitats de serveis».
Dels 16 establiments de servei als particulars que hi havia el 2009, 1 era un taller de reparació d'automòbils i de material agrícola, 2 paletes, 3 guixaires pintors, 4 fusteries, 1 lampisteria, 2 perruqueries, 2 restaurants i 1 tintoreria.
Dels 9 establiments comercials que hi havia el 2009, 1 era un hipermercat, 1 un supermercat, 1 una gran superfície de material de bricolatge, 1 una fleca, 1 una botiga de roba, 1 una botiga d'equipament de la llar, 1 una sabateria, 1 una botiga de mobles i 1 una botiga de material de revestiment de parets i terra.
L'any 2000 a Sainte-Gemmes-d'Andigné hi havia 48 explotacions agrícoles que ocupaven un total de 1.848 hectàrees.

## Equipaments sanitaris i escolars
El 2009 hi havia 1 un hospital de tractaments de llarga durada i 1 farmàcia.
El 2009 hi havia una escola elemental.

## Poblacions més properes
El següent diagrama mostra les poblacions més properes.